# Буокс
Буокс (нем. Buochs) — коммуна в Швейцарии, в кантоне Нидвальден.
Население составляет 5278 человек (на 31 декабря 2006 года). Официальный код — 1502.
Наряду с живописными окрестностями, основными достопримечательностями Буокса являются церковь Святого Мартина, часовня Лорето в Эннерберге, памятник Йохану Мельхиору Вирш и пристань.

## География
Буокс имеет площадь в 9,9 квадратных километров. Из этой площади, 48% используется в сельскохозяйственных целях, в то время как 34,1% занято лесами. Из остальных земель, 16% занято зданиями или дорогами, а остальные (1,9%) является не продуктивным (реки, ледники или горы).

## Население
По состоянию на 2007 год, 11,9% населения составляли иностранные граждане. За последние 10 лет население увеличилось на 8,7%. Большая часть населения говорит по-немецки (90,9%), итальянский язык является вторым распространенности (1,8%) и сербо-хорватский третьим (1,7%). 
Исторический рост населения приведен в следующей таблице:
| Год  | Численность населения |
| ---- | --------------------- |
| 1743 | около 850             |
| 1850 | 1284                  |
| 1900 | 1638                  |
| 1950 | 2355                  |
| 2000 | 4856                  |
| 2005 | 5323                  |